# 滋賀県道26号大津守山近江八幡線
滋賀県道26号大津守山近江八幡線（しがけんどう26ごう おおつもりやまおうみはちまんせん）は、滋賀県大津市から近江八幡市を結ぶ主要地方道（滋賀県道）である。

## 概要
浜街道という通称がある。なお、近江八幡市の湖岸白鳥川交点から長命寺交点まではさざなみ街道（湖周道路）の一部に属する。

### 路線データ
- 起点：大津市大江
- 終点：近江八幡市友定町
- 総延長：28.9 km

## 歴史
- 1958年（昭和33年）7月26日：滋賀県道139号近江八幡中主瀬田線が認定される[1]。
- 1966年（昭和41年）3月22日：建設省（現・国土交通省）から主要地方道の指定[2]に伴い、滋賀県道190号彦根柳川近江八幡線と統合され、滋賀県道336号彦根近江八幡瀬田線となる。従来の2路線は同日に廃止[3]。
- 1972年（昭和47年）3月21日：瀬田町が大津市に編入合併したことに伴い、滋賀県道336号彦根近江八幡大津線に改称される[4]。
- 1983年（昭和58年）3月4日：滋賀県道353号彦根近江八幡線と再び分割され、代わりに滋賀県道320号近江八幡員弁線のうち一般国道421号に昇格されなかった区間と合わせて滋賀県道354号大津守山近江八幡線となる[5]。同時に滋賀県道320号近江八幡員弁線[6]を廃止。
- 1990年（平成2年）9月17日：354号から26号に改番される[7]。

## 路線状況

### 重複区間
- 国道477号（守山市洲本町交点・近江八幡市野村町）
- 滋賀県道25号彦根近江八幡線（近江八幡市長命寺町・長命寺交差点 - 近江八幡市島町・渡合橋北詰交差点）

## 地理

### 通過する自治体
- 大津市
- 草津市
- 守山市
- 野洲市
- 近江八幡市

### 交差する道路
大津市
- 国道1号（国道8号重複）（大津市大江・大江4丁目交差点、起点）

草津市
- 滋賀県道18号大津草津線 大津湖南幹線（草津市新浜町）
- 滋賀県道42号草津守山線（草津市矢橋町・矢橋北交差点）
- 滋賀県道141号山田草津線（草津市北山田町・北山田町交差点）
- 滋賀県道143号下笠大路井線（草津市下笠町・下笠町交差点）
- 滋賀県道31号栗東志那中線（草津市志那中町・志那中町交差点）
- 滋賀県道145号片岡栗東線（草津市下物町）

守山市
- 滋賀県道146号欲賀守山甲線 南守山街道（守山市山賀町・山賀交差点）
- 滋賀県道147号赤野井守山線 すこやか通り（守山市赤野井町・赤野井町南交差点）
- 国道477号・滋賀県道11号守山栗東線 レインボーロード（守山市洲本町・洲本町交差点）
（以下、近江八幡市野村町まで国道477号と重複）
- 滋賀県道323号今浜水保線（守山市水保町）
- 滋賀県道153号幸津川服部線（守山市幸津川町）

野洲市
- 滋賀県道519号菖蒲線（野洲市堤）
- 滋賀県道32号野洲中主線（野洲市六条）

近江八幡市
- 国道477号（近江八幡市野村町）
- 滋賀県道326号大房東横関線（近江八幡市大房町・大房交差点）

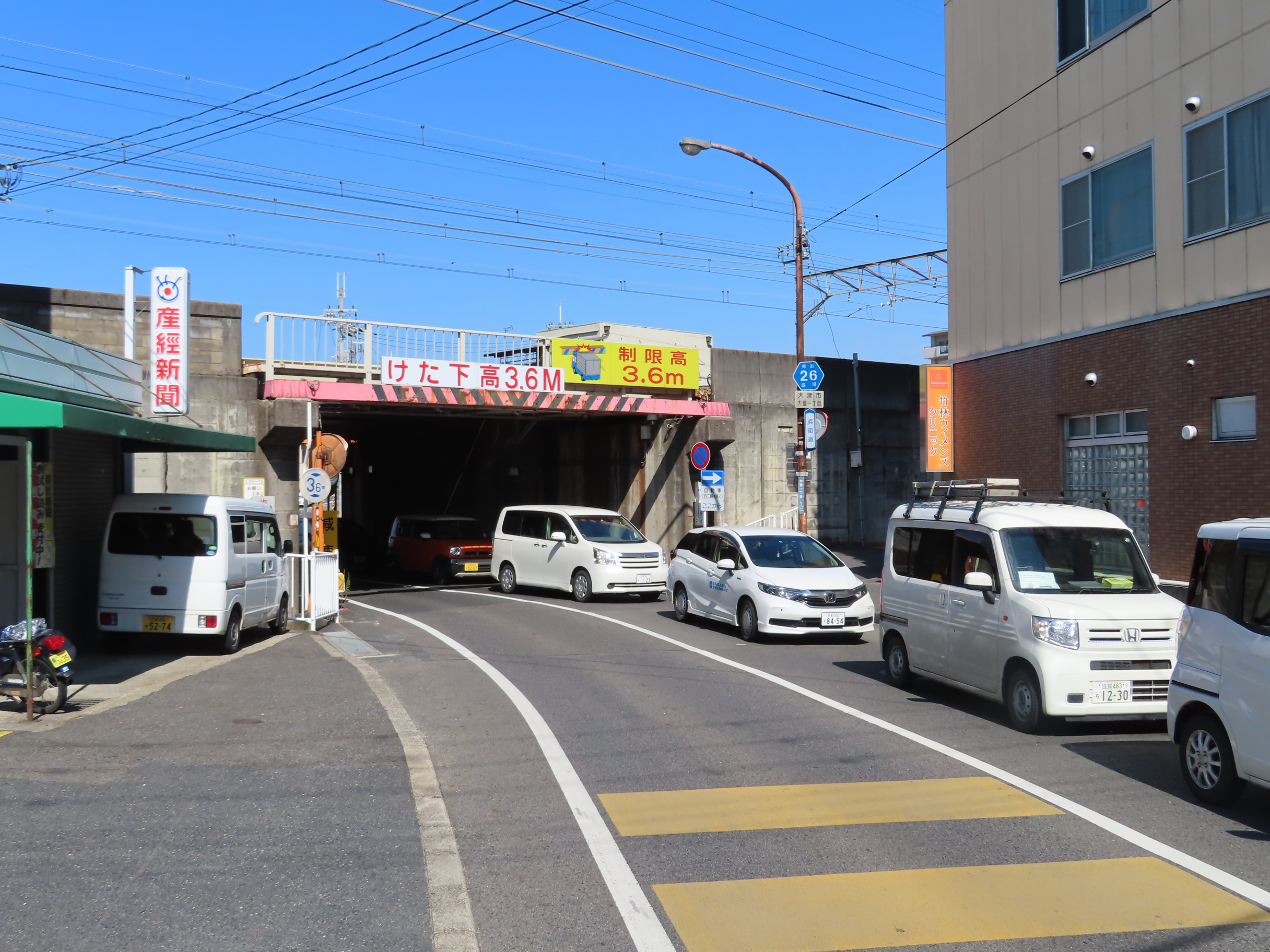
滋賀県道559号近江八幡大津線 湖岸道路（＝さざなみ街道）（近江八幡市南津田町・湖岸白鳥川交差点）
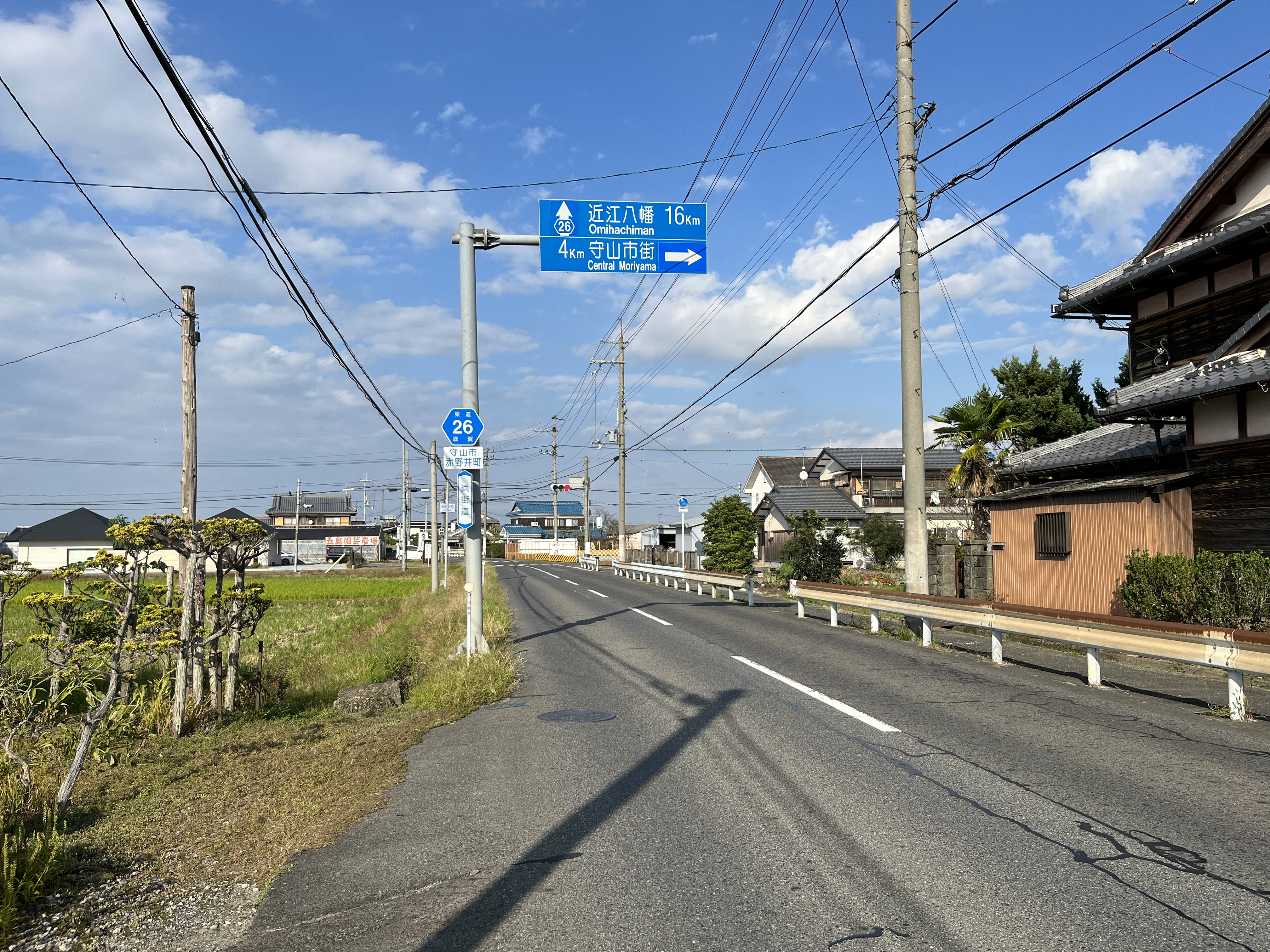
守山市赤野井町
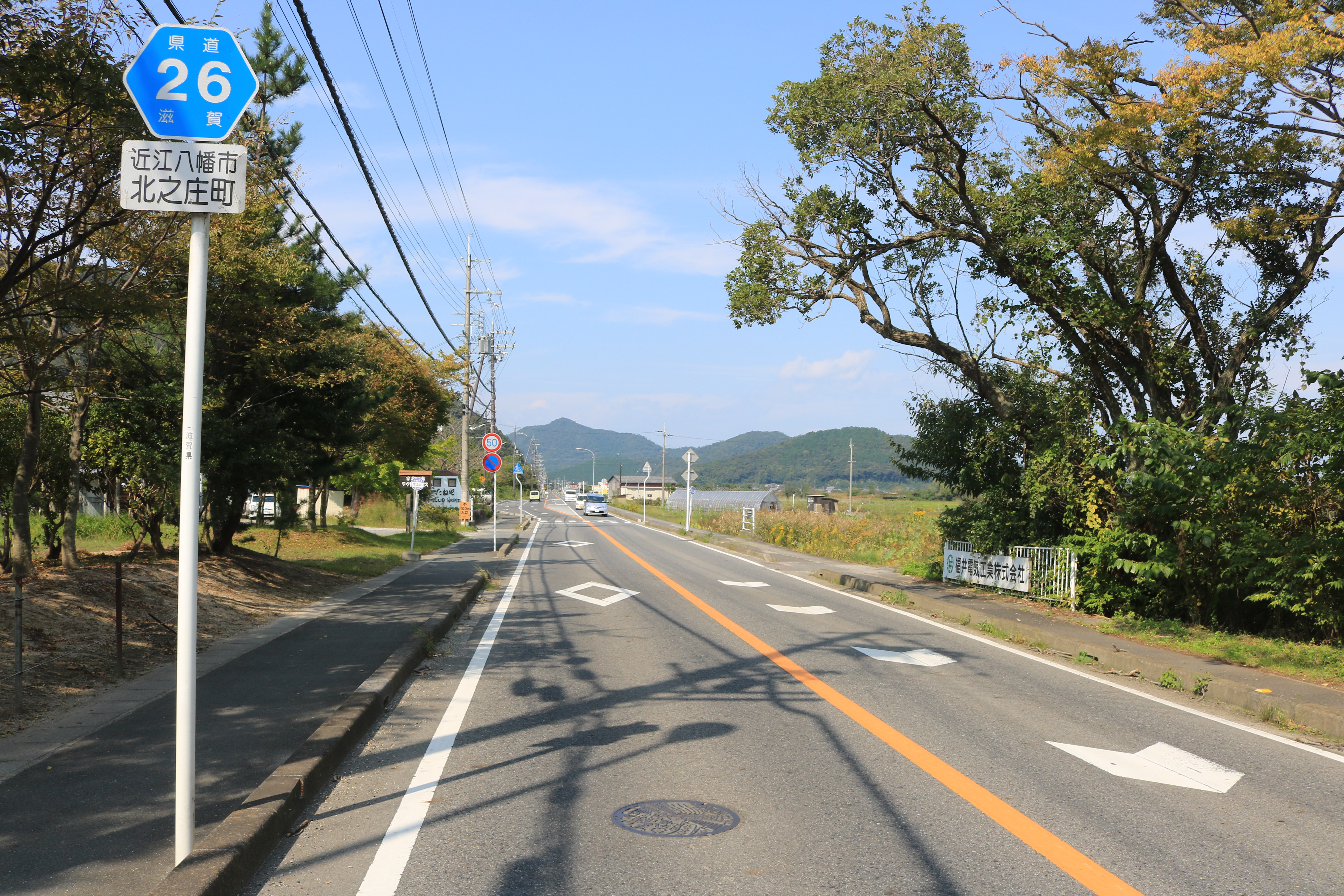
滋賀県道25号彦根近江八幡線 湖岸道路（＝さざなみ街道）（近江八幡市命寺町・長命寺交差点）
- 滋賀県道25号彦根近江八幡線 バイパス（近江八幡市島町・渡合橋北詰交差点）
- 滋賀県道600号近江八幡安土能登川自転車道線（びわ湖よし笛ロード）
- 滋賀県道526号伊庭円山線（近江八幡市円山町・円山町交差点）
- 滋賀県道600号近江八幡安土能登川自転車道線（びわ湖よし笛ロード）
- 滋賀県道2号大津能登川長浜線 彦根道（＝朝鮮人街道）（近江八幡市音羽町・音羽町交差点）
- 滋賀県道199号下豊浦鷹飼線（近江八幡市金剛寺町・金剛寺町交差点）
- 国道8号・国道421号 八風街道（近江八幡市友定町・友定町交差点、終点）

### 沿線にある施設など
大津市
- 大津市立瀬田小学校、瀬田幼稚園
- 大津市役所 瀬田市民センター（瀬田支所）
- 瀬田大江郵便局
- 東レ 瀬田工場
- 大津市立瀬田北中学校、瀬田北小学校

草津市
- 矢橋中央病院
- 姫獄地蔵大菩薩
- 草津山田郵便局
- 草津市立山田小学校
- 草津グリーンスタジアム
- 滋賀銀行 下笠支店
- NTT西日本 滋賀支店常盤別館
- 草津市役所 常盤出張所
- 草津市立常盤小学校

守山市
- グンゼ 守山工場
- 小津神社
- NTT西日本 滋賀支店守山北別館

（この間国道477号と重複）
近江八幡市
- 水茎ぶどう園
- 近江八幡運動公園
- 近江八幡島郵便局
- 近江八幡市立島小学校、島幼稚園
- 水郷めぐり観光船のりば
- ヴォーリズ記念病院
- ラ・コリーナ近江八幡
- 近江兄弟社学園高等学校、中学校、小学校
- 近江八幡市立八幡中学校
- 近江八幡自動車教習所
- 近江八幡市立金田小学校

- 大津市大萱1丁目
- 守山市赤野井町
- 近江八幡市北之庄町